# Матюхин, Владимир Александрович
Владимир Александрович Матюхин (11 июня 1931, село Петропавловка, ныне — Николаевская область, Украина — 13 февраля 2020) — советский физиолог. Академик Национальной академии наук Белоруссии (1995), академик Академии медицинских наук СССР (1986), Российской академии медицинских наук (1991), академик РАН (2013), доктор медицинских наук (1965), профессор (1977).

## Биография
Окончил Военно-Морской факультет при 1-м Ленинградском медицинском институте (1953). В 1953—1979 гг. служил на Военно-Морском Флоте врачом части, главным специалистом радиотоксикологии Тихоокеанского флота, в 1966—1978 гг. — член секции оборонных проблем Президиума АН СССР (г. Новосибирск). В 1978—1988 гг. директор Института физиологии Сибирского отделения АМН СССР. В 1988—1993 гг. директор НИИ радиационной медицины Министерства здравоохранения Республики Беларусь, в 1994—2005 гг. главный научный сотрудник Института физиологии Национальной академии наук Белоруссии. С 2005 г. профессор Московской медицинской академии им. И. М. Сеченова.
Научные работы посвящены проблемам экологии, бионики, биоритмологии, радиационной медицине. Исследовал физиологию здорового человека при переезде его в условия муссонного климата Дальнего Востока. Обосновал и сформулировал основные положения выдвинутой концепции динамической региональной (географической) нормы физиологических показателей. Разработал физиологию и хроноэкологию географических перемещений, связанных со сменой человеком природно-климатических и социально-производственных условий. Осуществил комплексные исследования эколого-физиологических и эколого-радиационных проблем человека после Чернобыльской катастрофы. Разрабатывает системы жизнеобеспечения после крупных радиационных катастроф.
Скончался 13 февраля 2020 года. Похоронен в Одинцово Московской области на Лайковском кладбище (участок 62).

## Награды
Награждён Орденом Франциска Скорины (2002), медалями.

## Научные работы
- Биоклиматология человека в условиях муссонов. Л..: Наука, 1971.
- Биоэнергетика и физиология плавания рыб. Новосибирск: Наука, 1973.